# Необыкновенная история острова Панорама
Необыкновенная история острова Панорама (яп. パノラマ島綺譚 Панорама-то: китан) — однотомная сэйнэн-манга Суэхиро Маруо, выпущенная в 2008 году издательством Enterbrain.

## Сюжет
Действие разворачивается в двадцатые годы XX века. Начинающий писатель Хитоми выдаёт себя за своего приятеля Комоду, погибшего миллионера, надеясь заполучить деньги, чтобы устроить на острове Панорама свою Утопию с красивыми пейзажами и полной вседозволенностью. Единственная, кто способен ему помешать, жена Комоды, сама покупается на этот обман.

## Персонажи
- Хиросукэ Хитоми (яп.  Хиросукэ Хитоми) — главный герой. Писатель утопических романов, он работает в небольшом издательстве, также он не имеет денег. Хиросукэ бреет волосы и срывает зубы, чтобы стать идентичным его партнёру Гэндзабуро. Его единственная цель — реализовать свою гедонистическую и утопическую мечту. Эгоистичный, мастер фантастики и вечный мечтатель. Хиросукэ любит Эдгара Аллана По и написал утопический роман «История Ра», в котором главный герой внезапно вступает в состояние великой удачи, и за эти деньги он строит земной рай, о котором он давно мечтал.
- Гэндзабуро Комода (яп.  Гэндзабуро Комода) — спутница Хиросукэ во время университета. Позже вышла замуж за красивого молодого Тиёко, у него не было детей.
- Тиёко (яп.  Тиёко) — красивая и несчастная женщина, молодая жена Гэндзабуро. Она ведёт жизнь богатой дамы. После двух абортов она не смогла дать наследника семье Комода.
- Когоро Акэти (яп.  Когоро Акэти) — следователь, нанятый родителями Тиёко. Сильно обеспокоен исчезновением его дочери.

## Манга
Первоисточником сюжета стал одноимённая повесть японского классика детектива Эдогавы Рампо, написанная в 1926 году.
За эту работу Суэхиро Маруо получил премию Осаму Тэдзуки 2009 года в номинации «лучшему новому художнику», несмотря на то, что начал рисовать мангу профессионально ещё в 1980-х. Кроме того, в 2014 году данная работа номинировалась на премию Айснера в категории Best Adaptation from Another Medium, но уступила награду комиксу Richard Stark’s Parker: Slayground Дарвина Кука по мотивам романа The Hunter Дональда Уэстлейка. Манга выпущена издательствами Last Gasp на английском языке, Glénat на испанском языке и «Фабрикой комиксов» на русском. В России манга была издана тиражом 6000 экземпляров; официальная дата выхода — 24 марта 2011 года.
| № | Дата публикации | ISBN                   |
| - | --------------- | ---------------------- |
| 1 | 25 февраля 2008 | ISBN 978-4-7577-3969-7 |